# Jüdischer Friedhof Baumbach (Alheim)
Der Jüdische Friedhof Baumbach (Alheim) ist ein Friedhof in Baumbach, einem Ortsteil der Gemeinde Alheim im Landkreis Hersfeld-Rotenburg in Hessen.
Der 312 m² große jüdische Friedhof liegt südwestlich des Ortes leicht versteckt am Waldrand. Er ist erreichbar über einen Forstwirtschaftsweg in Verlängerung der Straße „Am Loh“. Es sind 19 Grabsteine erhalten.

## Geschichte
Der Friedhof wurde 1908/09 im Bereich eines stillgelegten Steinbruches in Baumbach angelegt und am 20. Oktober 1909 anlässlich der Beisetzung von Lehmann Rosenbaum eingeweiht. Vorher wurden die Toten der jüdischen Gemeinde auf dem Friedhof in Rotenburg a. d. Fulda beigesetzt. Nach 1945 wurde der Friedhof mehrfach geschändet, u. a. 1946 und 1998, die Täter konnten nicht ausfindig gemacht werden.